# 戈洛季基 (赫梅利尼克區)
49°31′17″N 27°58′39″E / 49.52139°N 27.97750°E
戈洛季基（烏克蘭語：Голодьки），是烏克蘭的村落，位於該國西南部文尼察州，由赫梅利尼克區負責管轄，面積2.06平方公里，海拔高度252米，2001年人口952，人口密度每平方公里462.14人。